# Condoriri
Die Condoriri oder Condoririgruppe zählt zu den bekanntesten Bergregionen der Cordillera Real in Bolivien. Sie befindet sich zwischen dem Huayna Potosi und der Negrunigruppe. Der höchste Gipfel ist der 5648 m hohe Cabeza de Condor (der Kopf des Condors), vereinfacht auch Condoriri genannt.

## Zustieg
Der Talort Tuni ist leicht in zwei Stunden von La Paz aus erreichbar, allerdings nicht mit öffentlichen Verkehrsmitteln. Drei Stunden wandert man von Tuni ins Zentrum der Condoririgruppe, zur Laguna Chiar Khota. Hier befindet sich nicht nur der erste Lagerplatz des Condoriritreks, sondern auch das Basislager für die zahlreichen Hochgipfel der Gebirgsgruppe.

## Gipfel
Zur Condorigruppe gehören unter anderem folgende Gipfel:

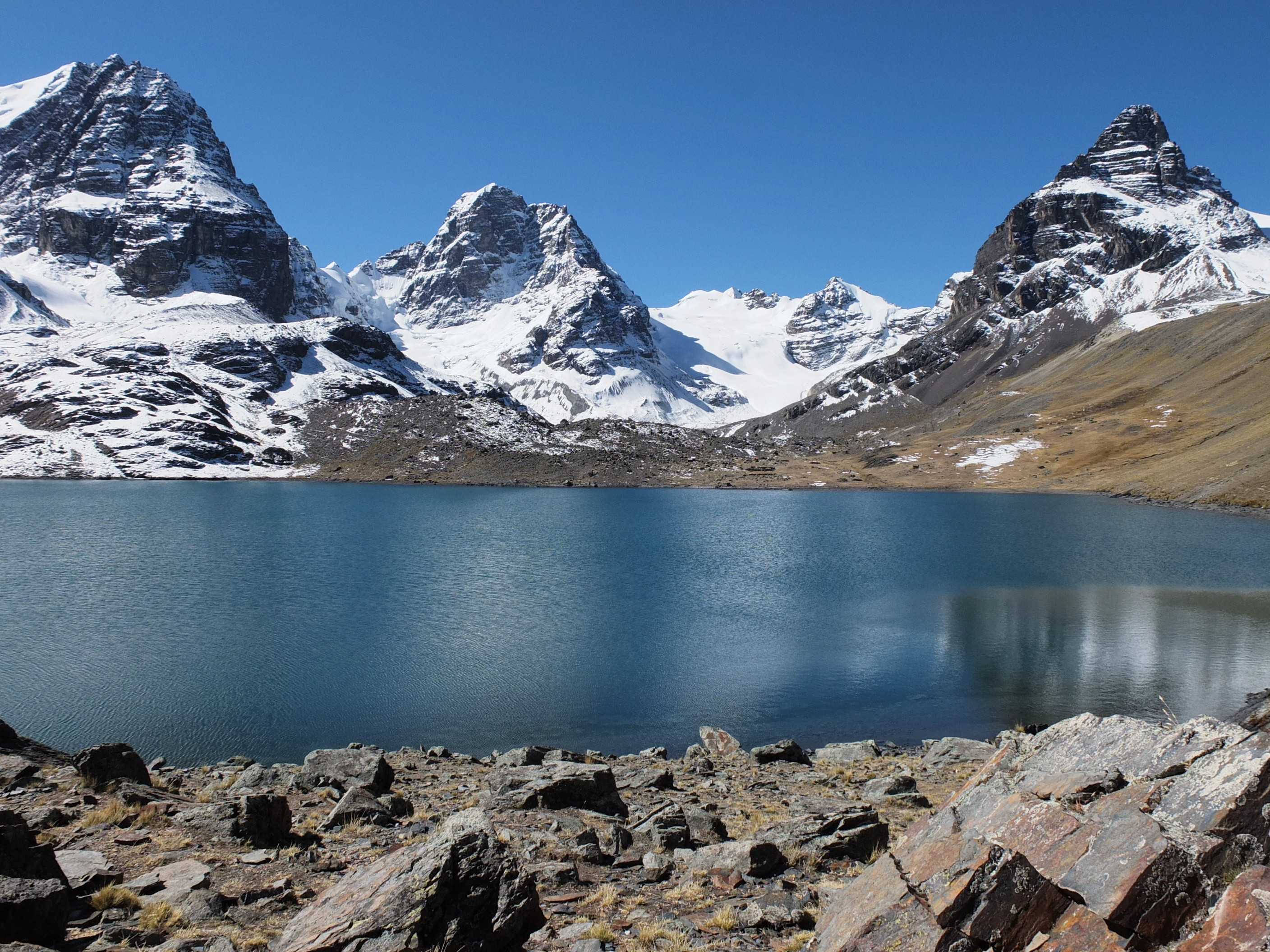
Laguna Chiar Khota mit Blick auf die Gipfel Ala Derecha, Huallomen (Wyoming), Tarija, Pequeño Alpamayo, Pirámide Blanca und Aguja Negra (von links nach rechts)

- Cabeza de Condor (5648 m), Hauptgipfel mit den beiden Nebengipfeln Ala Izquierda (5532 m) und Ala Derecha (5482 m)
- Huallomen (Wyoming) (5420 m)
- Pk 5400 (5400 m)
- Pequeño Alpamayo (5359 m)
- Aguja Negra (5336 m)
- Ilusión (5330 m)
- Cerro Jallayco (5226 m)
- Cerro Tarija (5320 m)
- Innominado  (5320 m)
- Austria (5320 m)
- Pirámide Blanca (5230 m)
- Cerro Balcón (5210 m)
- Diente (5200 m)
- Ilusioncita (5150 m)

## Condoriritrek
Relativ häufig begangen wird der Condoriritrek, der in drei Tagen von Tuni aus ins Zongo-Tal leitet. 